# Diplodia maclurae
Diplodia maclurae är en svampart som beskrevs av Speg. 1879. Diplodia maclurae ingår i släktet Diplodia och familjen Botryosphaeriaceae.   Inga underarter finns listade i Catalogue of Life.